# Jana nobilis
Jana nobilis är en fjärilsart som beskrevs av Holland 1893. Jana nobilis ingår i släktet Jana och familjen Eupterotidae. Inga underarter finns listade i Catalogue of Life.